# Sede titolare di Pentacomia
Pentacomia (in latino: Pentacomiensis) è una sede titolare soppressa della Chiesa cattolica.

## Storia
Pentacomia, identificabile con il villaggio di Fandaqumiya nei pressi di Nablus, è menzionata nella Descriptio orbis Romani di Giorgio di Cipro come una delle città della provincia romana della Palestina. Non fu mai una sede episcopale ed il suo nome non appare in nessuna Notitia Episcopatuum né greca né latina. Michel Le Quien ha commesso l'errore di enumerarla tra le diocesi del Patriarcato di Gerusalemme, anche se riconosce di non aver potuto trovare alcun nome di vescovo da assegnare a questa diocesi.
A partire dal Settecento la Curia romana, prendendo la Descriptio orbis Romani, documento civile, come una Notitia Episcopatuum, ha istituito il titolo Pentacomiensis, in riferimento ad una presunta diocesi suffraganea dell'arcidiocesi di Petra nella provincia della Palestina Terza. Il titolo è stato soppresso alla morte del suo ultimo titolare nel 1951.

## Cronotassi dei vescovi titolari
- Maria José a Santo Tomas, O.P. † (18 luglio 1783 - 18 luglio 1801 deceduto)
- Charles-Hubert Jeantet, M.E.P. † (27 marzo 1846 - 24 luglio 1866 deceduto)[5]
- Michelangelo Jacobi, O.F.M.Cap. † (3 marzo 1868 - 25 novembre 1886 nominato arcivescovo di Agra)
- Louis-André Navarre, M.S.C. † (17 maggio 1887 - 17 agosto 1888 nominato arcivescovo titolare di Cirro)
- Pablo Padilla y Bárcena † (17 dicembre 1891 - 19 gennaio 1893 nominato vescovo di Salta)
- Pierre-Marie-Alphonse Favier, C.M. † (12 novembre 1897 - 4 aprile 1905 deceduto)
- João Antônio Pimenta † (21 febbraio 1906 - 7 marzo 1911 nominato vescovo di Montes Claros)
- Francisco de Asís Vidal y Barraquer † (10 novembre 1913 - 7 maggio 1919 nominato arcivescovo di Tarragona)
- Czesław Sokołowski † (25 luglio 1919 - 11 novembre 1951 deceduto)